# Districte de Chukha
El Districte de Chukha (també anomenat Chhukha), és un dels 20 districtes que forma el regne de Bhutan. És una zona càlida i humida situada a la part sud-oest del país i limita a l'est amb els districtes Dagana i Sarpang, al nord amb Paro i Thimphu i a l'oest amb Haa i Samtse. Té una superfície de 1.880 km² i es troba a una altitud compresa entre els 160 i els 4.880 metres. La població del districte és de 68.966 habitants (2017) dels quals 27.658 (2017) viuen a la seva capital, Phuentsholing, un gran centre econòmic per la regió i per tot el país. El districte de Chukha està format per 11 municipis (anomenats gewogs): Bjagchhog, Bongo, Chaapchha, Darla, Doongna, Geling, Getana, Loggchina, Metabkha, Phuentshogling i Samphelling.

## Economia
La major part de la població depèn de la ramaderia i l'agricultura de subsistència. L'arròs es el cultiu alimentari més cultivat. Les mandarines, la patata i el cardamom són els principals cultius comercials del districte. Una altra font d'ingressos per la regió són les 2 centrals hidroelèctriques de Chukha i Tala, que aprofiten les aigües ràpides del riu Wang Chhu per produir 1.500 MW d'energia elèctrica.

## Ètnies
Al districte de Chhukha hi trobem 2 grups ètnics principals. Els ngalop, que són la majoria i parlen la llengua oficial del país, el dzonkha; i els lhotshampa, que són una minoria que se situen al sud del país, incloent el districte de Chhukha. Els lotshampa tenen una llengua pròpia, el lhotsamkha. També existeix la minoritaria ètnia lhop, situada a la frontera amb el districte de Samtse, que parlen la llengua lhokpu.

## Patrimoni
La regió de Chhukha te molta importància religiosa. En aquesta regió es va establir el monestir de Jabar Goemba, el qual està envoltat de 5 muntanyes, imitant la forma que tenen els barrets religiosos dels lames. La principal relíquia d'aquest monestir es una phurba sagrada o daga ritual que diuen que va volar al monestir des del Tibet. La llegenda diu que la daga segueix desafiant la gravetat fins al dia d'avui.
Un altre lloc religiós es el Tshamdrak Goemba, un monestir del segle XVII fundat per Lam Ngawang Drakpa, que conté varies relíquies com els 100 tambors cerimonials i una gran llosa de pedra que s'atribueix a Ap Chundu, la deïtat guardiana de Haa.

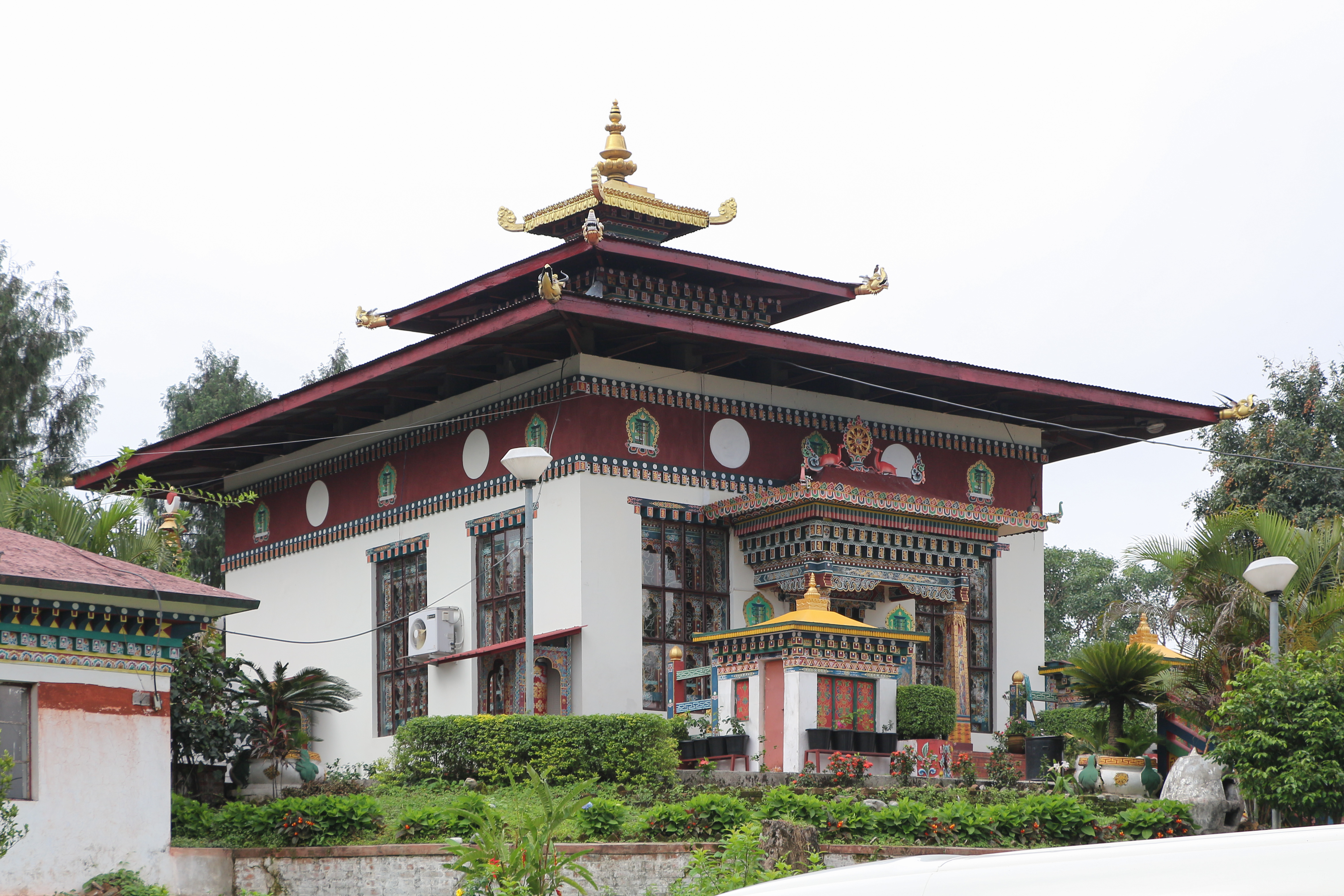
Monestir de Kharbandi Gompa a Phuentsholing

Pagar Goemba és un altre monestir fundat l'any 1707 per Gueshe Kuenga Gyeltshen. La llegenda diu que mentre realitzava un ritual en un temple molt proper anomenat Jangkhocheng (actualment en ruïnes), un corb li va prendre el címbal i el va deixar caure al lloc on es troba el monestir. Prenent-ho com un bon presagi, va construir el monestir en aquell lloc.